# Władysław Rutka

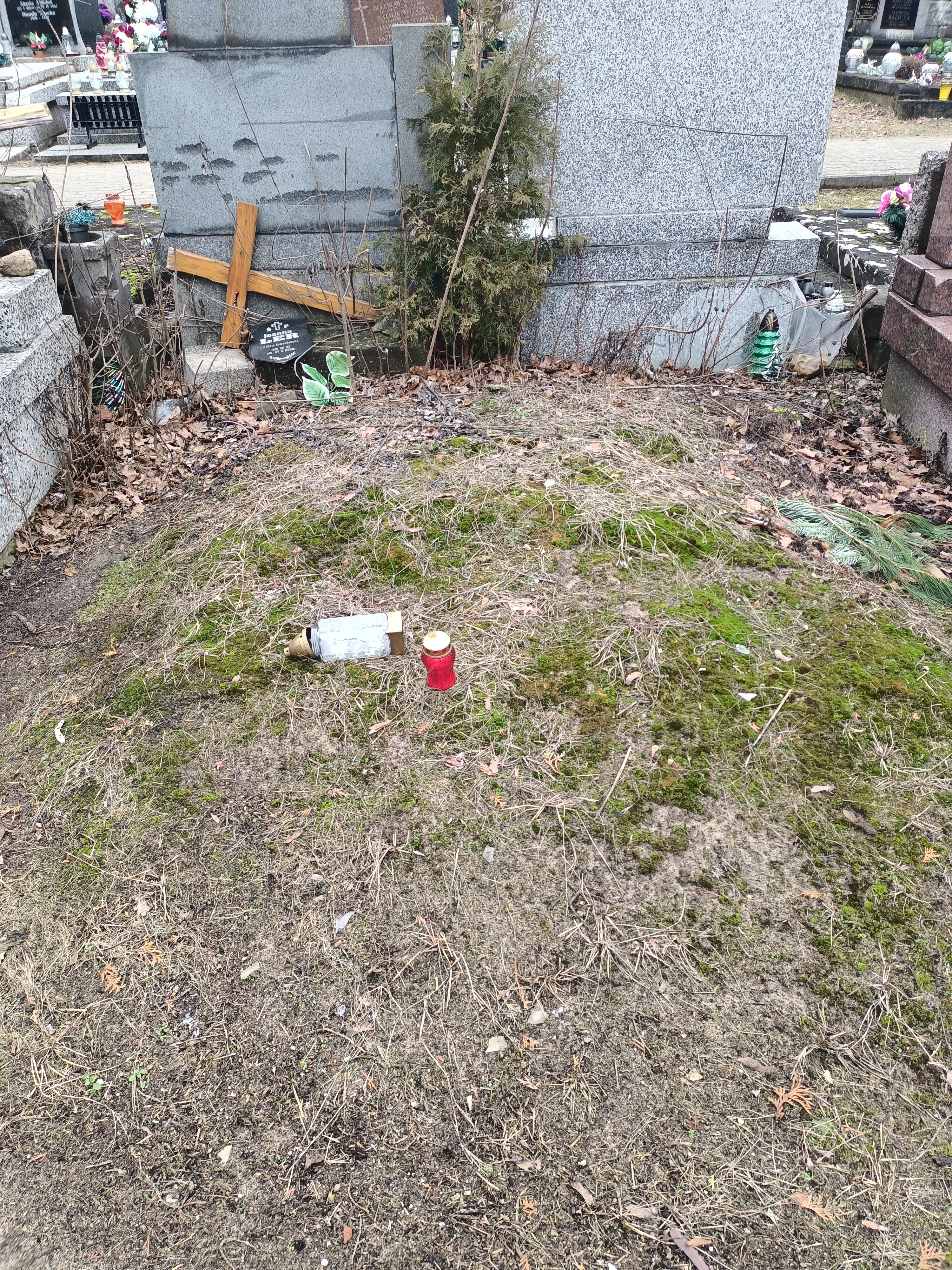
Nagrobek Władysława Rutki na Cmentarzu Bródnowskim w Warszawie

Władysław Adam Rutka (ur. 23 grudnia 1928 w Warszawie, zm. 20 września 2003) – funkcjonariusz służby bezpieczeństwa i pułkownik SB.
Syn Wincentego i Ireny. Wieloletni funkcjonariusz służby bezpieczeństwa w której m.in. pełnił funkcję słuchacza Dwuletniej Szkoły Oficerskiej MBP w Legionowie (1949-1951), referenta Wydziału I UBP dla miasta stołecznego Warszawy (1951-), kierownika Sekcji 3 (1952-), i sekcji 6 w tym wydziale (1953-).
W 1955 odbył roczny Kurs w Centralnej Szkole PZPR. Pracował na stanowisku starszego oficera operacyjnego Urzędu ds. Bezpieczeństwa Publicznego miasta stołecznego Warszawy (1956–1957), zastępcy naczelnika/nacz. Wydziału II Komendy Wojewódzkiej MO w Warszawie (1957-1966), z-cy komendanta miejskiego/stołecznego MO do spraw Służby Bezpieczeństwa (1966-1973), kmdta Wyższej Szkoły Oficerskiej SB w Legionowie (1973-1983) i z-cy dyr. Dep. Szkolenia i Doskonalenia Zawodowego MSW (1983-1990). Służbę w SB zakończył 15 marca 1990.
Członek PZPR.
Pochowany na cmentarzu Bródnowskim w Warszawie (kwatera 62C-2-22).

## Wyróżnienia
- List gratulacyjny Zrzeszenia Prawników Polskich z okazji 35-lecia MO i SB (1979)[3]